# Валле-Моссо
Валле-Моссо (італ. Valle Mosso, п'єм. La Val Mòss) — муніципалітет в Італії, у регіоні П'ємонт, провінція Б'єлла.
Валле-Моссо розташоване на відстані близько 540 км на північний захід від Рима, 75 км на північний схід від Турина, 10 км на північний схід від Б'єлли.
Населення — 3473 особи (2014).
Щорічний фестиваль відбувається 2 серпня. Покровитель — Sant'Eusebio di Vercelli.

## Демографія
Населення за роками:

Станом на 31 грудня 2014 року в муніципалітеті офіційно проживали 362 іноземці з 22 країн, серед них 56 громадян країн Євросоюзу та 7 громадян України.

## Сусідні муніципалітети
- Біольйо
- Моссо
- Петтіненго
- Строна
- Триверо
- Валланценго
- Валле-Сан-Ніколао
- Вельйо